# Buddy Rose
Paul R. Perschmann (Las Vegas, 27 settembre 1952 – Vancouver, 28 aprile 2009) è stato un wrestler statunitense, conosciuto per aver combattuto nella World Wrestling Federation con il ring name "Playboy" Buddy Rose.

## Carriera

### American Wrestling Association (1973-1976)
Paul Perschmann venne allenato da Verne Gagne e Billy Robinson nei primi anni settanta. Con il suo vero nome, esordì nel wrestling il 3 dicembre 1973 a Rice Lake, Wisconsin, in un match terminato in parità dopo 10 minuti con Bob Remus, il futuro Sergeant Slaughter. Continuò a lottare nella American Wrestling Association con il suo nome di nascita affrontando avversari quali Superstar Billy Graham, Dusty Rhodes, Billy Robinson e Jos LeDuc. Dopo essere stato sconfitto da Khosrow Vaziri (The Iron Sheik) nel corso di un house show a Milwaukee, il 3 gennaio 1976, Perschmann lasciò la compagnia.

### National Wrestling Alliance (1976-1982)
Perschmann si unì alla NWA Western States e debuttò dodici giorni dopo, perdendo con Red Bastien nel corso di un house show ad Amarillo, Texas, il 15 gennaio 1976. Lottò in varie compagnie satelliti della National Wrestling Alliance prima di accasarsi presso la Pacific Northwest Wrestling, dove adottò il ring name Buddy Rose.
Il 24 maggio 1977 ebbe la prima opportunità di vincere l'NWA World Heavyweight Championship affrontando Harley Race a Portland, Oregon, ma venne sconfitto. Tuttavia più avanti quello stesso anno conquistò il primo titolo, quando in coppia con Jesse Ventura, vinse l'NWA Pacific Northwest Tag Team Championship. Dopo aver perso le cinture in giugno, Rose si alleò con Ed Wiskoski (Colonel DeBeers) per riconquistarle da Lonnie Mayne & Sam Oliver in un "loser leaves town" match il 6 dicembre 1977. Rose e Wiskoski avrebbero lottato in coppia per decenni da lì in poi.
Nel 1978 Rose e John Studd vinsero il 50th State Big Time Wrestling Tag Team Championship. La coppia perse le cinture a Honolulu in favore di John Tolos & Steve Strong. In seguito Rose prese parte a un torneo per l'assegnazione del vacante titolo NWA San Francisco United States Heavyweight. Il 16 settembre 1978 vinse il torneo sconfiggendo Dean Ho, conquistando il titolo. Nel frattempo nella PNW, il 21 novembre 1978, Rose & Wiskoski persero i titoli PNW Tag-Team contro Dutch Savage & Johnny Boyd.
L'8 maggio 1979 a Portland, lottò contro il PNW Heavyweight Champion "Rowdy" Roddy Piper in un match terminato in pareggio, che sfociò in un feud con Piper, definito da Perschmann nella sua autobiografia "fondamentale" per la sua reputazione nel business. Tre giorni dopo Rose riconquistò il titolo Big Time Wrestling United States schienando Ron Starr. Tuttavia i suoi sforzi per vincere il titolo principale della PNW rimasero vani, dato che non fu in grado di sconfiggere Piper o il campione successivo Stan Stasiak.
Finalmente, il 17 novembre 1979 Rose riuscì a conquistare il titolo PNW Heavyweight Championship battendo Stasiak. Dopo aver difeso la cintura contro Roddy Piper, Ron Bass, Iceman Parsons e Don Leo Jonathan, venne sconfitto da Rick Martel il 22 marzo 1980.
Il 16 agosto 1980 sconfisse Martel riconquistando il titolo PNW Northwest Heavyweight Championship, per poi riperderlo contro Jay Youngblood agli inizi del 1981. Il terzo regno da campione PNW lo ebbe il 6 ottobre 1981 sconfiggendo Steven Regal a Portland. Regal riconquistò la cintura appena diciotto giorni dopo nel rematch.
Nel 1982 lottò anche nella Georgia Championship Wrestling, in coppia con Rip Oliver. Tornato nella PNW e cinque anni dopo il suo primo match per il titolo NWA World Heavyweight, Rose sfidò senza successo l'allora campione Ric Flair in un match arbitrato da Curt Hennig.
Il successivo passo fu un tour in Giappone per la New Japan Pro-Wrestling, dove affrontò avversari quali Yoshiaki Yatsu, Yoshiaki Fujiwara e Animal Hamaguchi. Al ritorno nella PNW ebbe vari match con Matt Bourne prima di trasferirsi nella World Wrestling Federation.

### World Wrestling Federation (1982-1983)

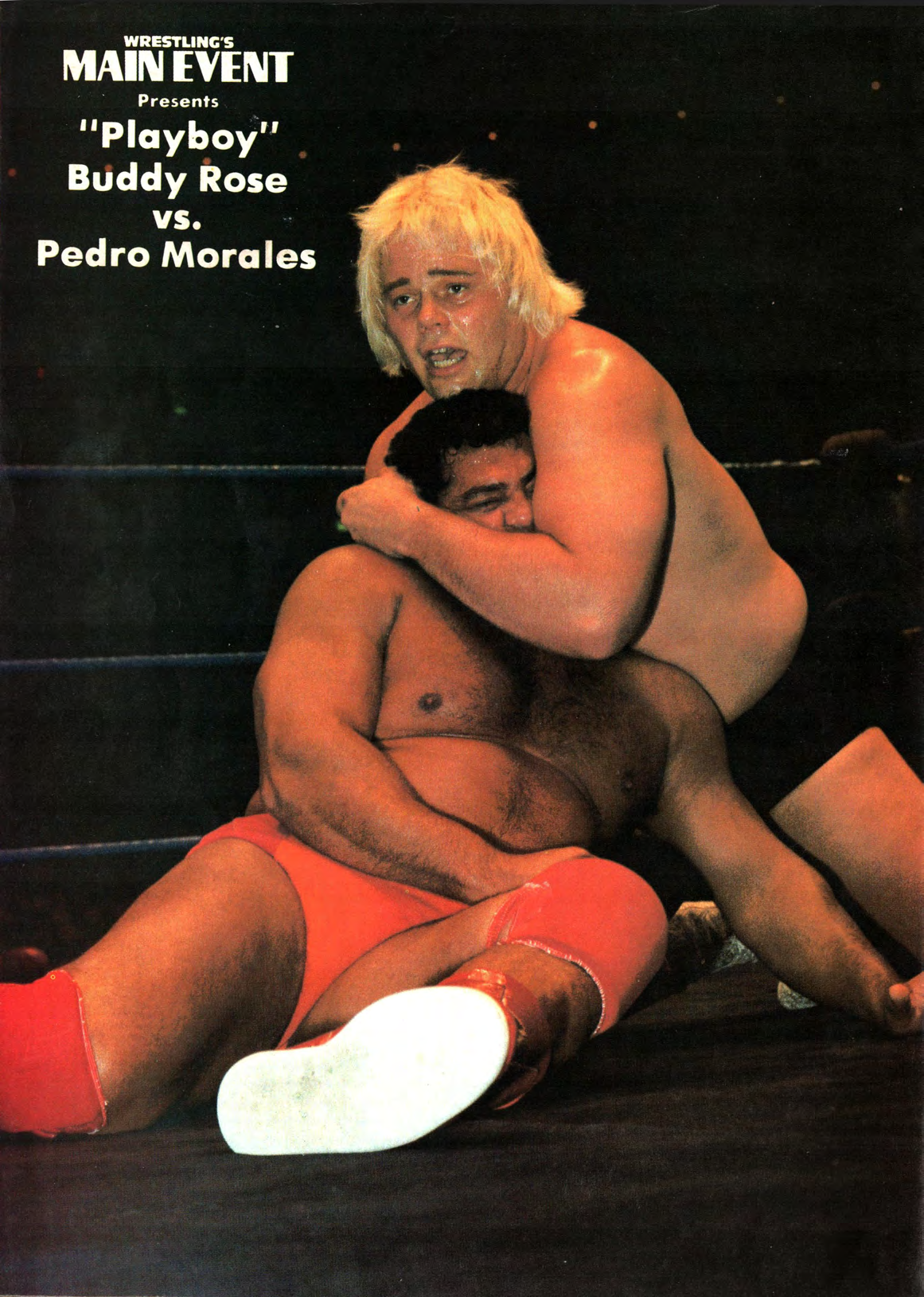
Rose contro Pedro Morales, dicembre 1983

Mentre ancora era nella PNW, Rose fece il suo debutto in WWF il 1º giugno 1982 in una puntata di Championship Wrestling trasmessa da Allentown, Pennsylvania. Ora accompagnato da Grand Wizard come manager e da due donne a bordo ring (una era Sherri Martell e l'altra Judy Martin), sconfisse Steve King. Rose lottò in ventidue incontri tra giugno e agosto, fino a quando non esaurì i suoi obblighi contrattuali con la PNW e poté dedicarsi completamente alla WWF. 

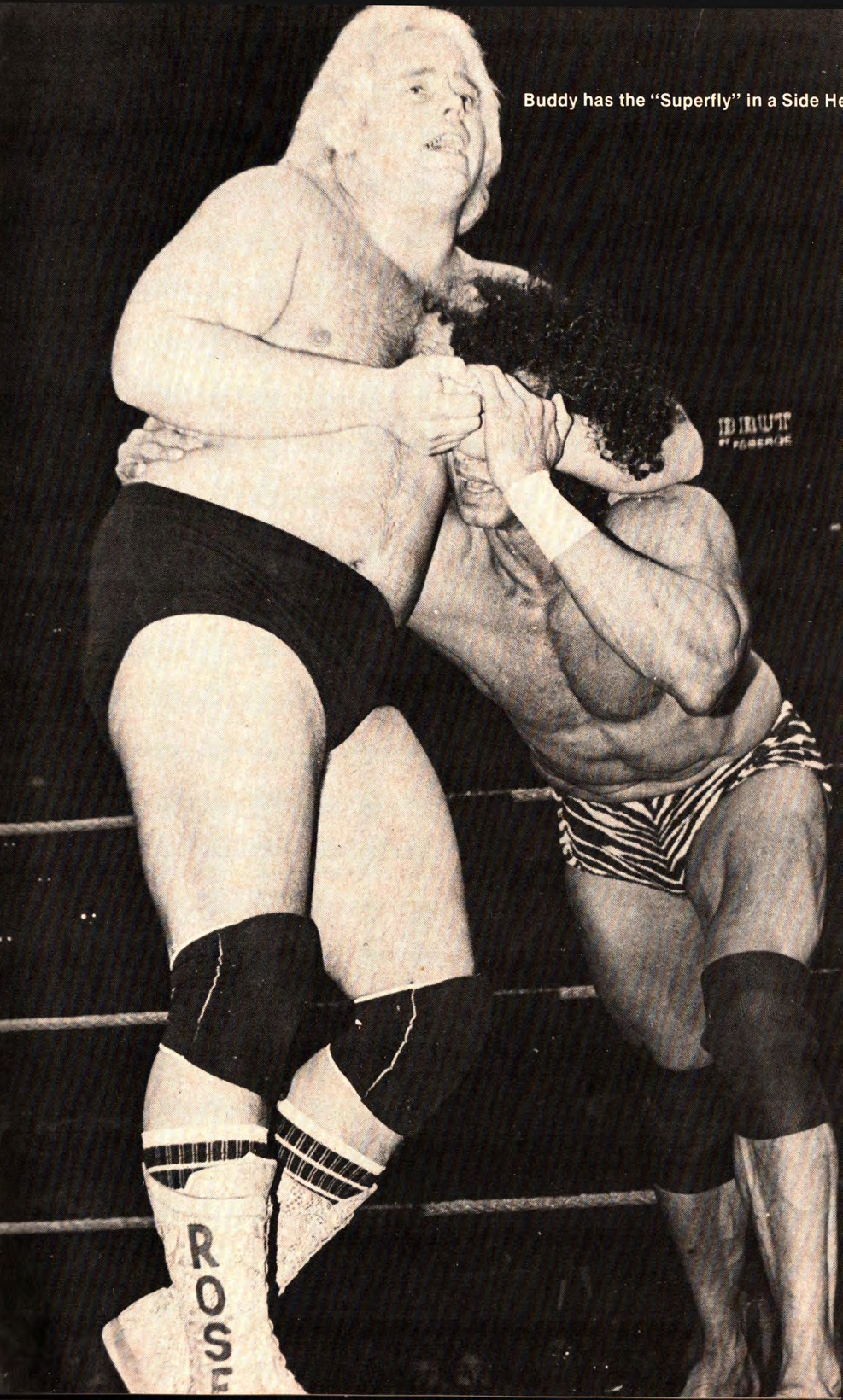
Rose vs Jimmy Snuka, 1983

Il 30 agosto 1982 affrontò Bob Backlund per il titolo WWF World Heavyweight, ma senza successo. Poi ebbe un feud con Tony Garea, prima di sfidare Pedro Morales per l'Intercontinental Heavyweight Championship al Madison Square Garden; anche questo tentativo non ebbe fortuna. Rose si scontrò con Morales in numerose altre occasioni senza però mai riuscire a vincere il titolo. In seguito ebbe un altro feud con Curt Hennig, che ebbe un considerevole successo.
Nel gennaio 1983 formò un tag team con Ray Stevens. Il duo aveva ben due manager in Freddie Blassie e Captain Lou Albano e cominciò una rivalità con Rocky Johnson e Tony Atlas. Il 6 marzo 1983 Rose sfidò, ancora senza successo, Bob Backlund per il World Heavyweight Championship nel main event di un house show a Los Angeles, California.

### Pacific Northwest Wrestling (1983-1984)

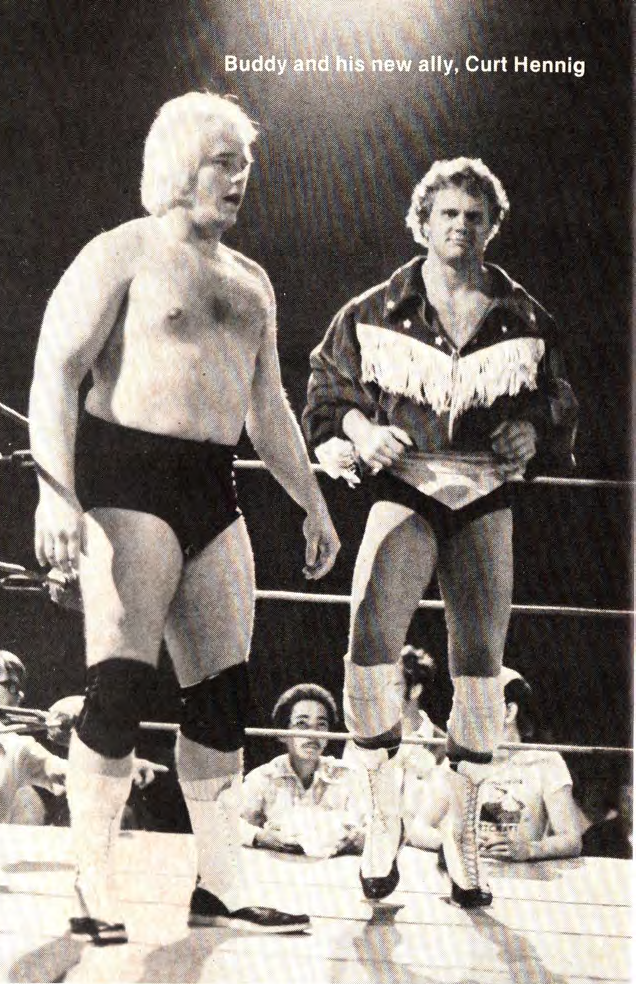
Buddy Rose & Curt Hennig (1983)

Dopo un altro tour con la New Japan Pro Wrestling, Rose tornò nella PNW l'8 maggio 1983 e sconfisse Jesse Barr. Il giorno dopo perse contro il campione NWA World Heavyweight Ric Flair in un house show svoltosi a Longview, Washington. Il 20 agosto, in coppia con Brian Adidas, vinse il PNW Tag Team Championship sconfiggendo Rip Oliver e The Assassin, anche se il duo perse le cinture solo undici giorni dopo. L'11 ottobre 1983 fece coppia con l'ex rivale Curt Hennig e conquistò i titoli tag-team battendo nuovamente Oliver e The Assassin. Anche questo regno fu di breve durata, dato che Rose e Hennig furono sconfitti da Dynamite Kid e Oliver. A seguito di una terza tournée con la New Japan Pro Wrestling, Rose fece ritorno alla PNW e sconfisse Rip Oliver vincendo l'Heavyweight Championship il 28 aprile 1984. Difese il titolo contro Oliver e il futuro partner di tag-team Doug Somers prima di perderlo e tornare alla World Wrestling Federation.

### World Wrestling Federation (1984-1985)
Il 2 ottobre 1984, Rose fece il suo ritorno nella WWF a Poughkeepsie, New York, perdendo un match contro "Islander" Tonga Kid. In dicembre apparve al Piper's Pit con il nuovo manager Bobby Heenan. Nella puntata del 26 febbraio 1985 di Prime Time Wrestling fu sconfitto da Barry Windham. Successivamente iniziò ad indossare una maschera e a farsi chiamare The Executioner, e perse contro Tito Santana nel match d'apertura della prima edizione di WrestleMania. Questo fu il suo ultimo incontro nella federazione, in quanto tornò nuovamente nella PNW.

### National Wrestling Alliance (1985)
Il 29 aprile 1985 tornò nella PNW Portland Wrestling, perdendo un match con Steve Pardee per squalifica. Il 21 maggio la PNW tenne un evento in occasione del suo sessantesimo anniversario, al Portland Memorial Coliseum, al quale presenziarono circa 13,000 spettatori; Rose fu sconfitto da Roddy Piper all'evento. Nel corso dei successivi due mesi, ebbe un feud con Billy Jack Haynes e Billy Two Eagles.
Nell'agosto 1985 Rose passò alla Championship Wrestling from Florida e formò un tag team con Rick Rude. Durante questo stint Rose riportò alcune buone vittorie sconfiggendo Billy Jack Haynes, Frank Lang e Cocoa Samoa. Il 6 ottobre 1985 sfidò senza successo Wahoo McDaniel per l'NWA Florida Southern Heavyweight Championship, perdendo per squalifica. In seguito riuscì a conquistare il titolo NWA Florida Bahamian Championship e lo detenne fino al 18 ottobre, quando lo perse con Tyree Pride a Nassau, Bahamas.
Fece quindi ritorno alla NWA Pacific Northwest Wrestling per disputare un solo match, perdendo con Ole Olson per squalifica nel corso di un house show svoltosi a Salem, Oregon, il 12 dicembre 1985.

### American Wrestling Association (1986-1987)
Dieci anni dopo la sua prima permanenza, Buddy Rose tornò nella AWA il 9 marzo 1986 e sconfisse Scott Hall per squalifica. Rinnovò inoltre il tag team con Ed Wiskoski, che ora lottava con il ring name Colonel DeBeers. Il 23 marzo 1986 Rose & DeBeers furono sconfitti dai campioni AWA World Tag-Team Scott Hall & Curt Hennig, quindi Rose formò un nuovo tag team con Doug Somers. Il 17 maggio 1986 Rose & Somers sconfissero Hennig & Hall via countout, ma vinsero ugualmente le cinture AWA World Tag-Team Championship a causa della stipulazione particolare del match. In estate cominciarono un feud con i Midnight Rockers, Shawn Michaels & Marty Jannetty.

### World Wrestling Federation (1990-1991)
Rose tornò nella WWF il 5 febbraio 1990 durante un house show a Brandon, Manitoba, dove venne sconfitto da Hillbilly Jim. Il 12 marzo a Prime Time Wrestling, lottò insieme a Iron Mike Sharpe contro The Hart Foundation. In questo periodo Rose veniva prevalentemente utilizzato come jobber per i nuovi talenti, perdendo gli incontri per elevare altri wrestler. Essendo ingrassato a dismisura, cominciò ad interpretare una gimmick comica, indossando anche delle magliette attillate con la scritta "I Worked Hard for This Body" ("Ho lavorato duro per un corpo come questo"). Quando l'annunciatore sul ring lo introduceva con un peso di 143 kg, Rose si infuriava, strappava il microfono all'annunciatore, e dichiarava di pesare "solo" 90 kg; tra i fischi e le prese in giro del pubblico. Talvolta, faceva flessioni con una sola mano sul ring e sfidava gli avversari muscolosi a una "gara di pose". In seguito Rose affermò che Vince McMahon gli diceva nello spogliatoio di "continuare a mangiare cibo spazzatura senza ritegno" perché il suo peso era la sua gimmick. In questo periodo apparve in un memorabile spot pubblicitario fittizio per la Buddy Rose Blow Away Diet, un programma dietetico che consisteva nel versare della polverina su se stesso e poi "soffiare via il grasso" con un ventilatore domestico; naturalmente Rose sembrava esattamente lo stesso, dopo il trattamento.
In questo periodo, tuttavia, riportò anche qualche vittoria sconfiggendo Jim Powers, Pez Whatley, Dale Wolfe, Jim Brunzell, Dustin Rhodes e Mario Mancini. Rose lasciò la compagnia nel gennaio 1991, dopo un match contro Koko B. Ware a Huntington, West Virginia.

### Carriera successiva 1992-2005
Nel 1995 Rose fece due apparizioni nella californiana All Pro Wrestling, prima di trasferirsi nella American Wrestling Federation nel 1996. Nella AWF la sua prima partecipazione coincise con una sconfitta inflittagli da Sgt. Slaughter in un evento svoltosi a Oakville, il 16 agosto 1996. Dopo aver lottato in vari house show, nel 1997 rispolverò la rivalità con Timothy Flowers nella International Championship Wrestling Promotion.
Verso la fine degli anni novanta, Rose condusse un talk show radiofonico nella zona di Portland. Fece poi da manager a The Butcher nella Portland Wrestling. L'ultimo match di Rose ebbe luogo all'evento Wrestle Reunion 2005 a Tampa, Florida. Insieme a Colonel DeBeers e Bob Orton Jr., lottò contro Jimmy Valiant, Roddy Piper e Jimmy Snuka. In seguito Rose continuò a fare qualche sporadica apparizione, e aprì una scuola di wrestling con DeBeers a Portland.

## Vita privata
Paul Perschmann si sposò tre volte, la prima moglie fu Lanette Lucinda Hansch, la seconda Toni Osborne. Successivamente conobbe Tammy Marie Kelly; i due si sposarono nel 1990 e lo rimasero fino alla morte di lui nel 2009. La coppia ebbe una figlia, Alexia. Perschmann era un grande appassionato della musica soul della Motown e aveva due cani bassotto, Prince e Penny.

### Morte
Il 28 aprile 2009 Paul Perschmann fu trovato cadavere nella sua casa di Vancouver (Washington) dalla moglie. Gli esami autoptici attribuirono la morte a cause naturali. Perschmann, che lottava con l'obesità fin dalla fine degli anni ottanta, soffriva di problemi di glicemia e diabete.

## Personaggio

### Mosse finali
- Belly-to-back backbreaker
- Las Vegas Jackpot (DDT)

### Soprannomi
- "Playboy"

### Wrestler assistiti
- The Butcher

## Titoli e riconoscimenti
- 50th State Big Time Wrestling
  - NWA Hawaii Heavyweight Championship (1)
  - NWA Hawaii Tag Team Championship (1) – con John Studd
- American Wrestling Association
  - AWA World Tag Team Championship (1) – con Doug Somers
- Cauliflower Alley Club
  - Other honoree (2004)
- NWA All-Star Wrestling
  - NWA Canadian Tag Team Championship (Vancouver version) (2) – con Chris Colt (1) e Rip Oliver (1)[25]
  - NWA Pacific Coast Heavyweight Championship (Vancouver version) (1)
- NWA San Francisco
  - NWA United States Heavyweight Championship (San Francisco version) (2)
  - NWA World Tag Team Championship (San Francisco version) (1) – con Ed Wiskoski
- Oregon Professional Wrestling Federation
  - OPWF Heavyweight Championship (1)[26]
  - OPWF Tag Team Championship (1) - con Buddy Wayne[26]
- Pacific Coast Championship Wrestling
  - PCCW Tag Team Championship (1) - Buddy Wayne[26]
- Pacific Northwest Wrestling
  - NWA Pacific Northwest Heavyweight Championship (8)
  - NWA Pacific Northwest Tag Team Championship (12) – con Jesse Ventura (2), Colonel DeBeers (4), Rip Oliver (2), Stan Stasiak (1), Brian Adias (1), Curt Hennig (1), e Avalanche (1)
- Pro Wrestling Illustrated
  - 265 posto nella lista dei migliori 500 wrestler singoli nei PWI 500 del 1992.
- Ring Around The Northwest Newsletter
  - Tag Team of the Year (1978, 1981, 1994) con Ed Wiskwoski, Rip Oliver e Buddy Wayne[27][28]
  - Wrestler of the Year (1980–1981)[28]
- Universal Independent Wrestling
  - UIW Heavyweight Championship (2)[26]
- WWE
  - WWE Hall of Fame (Classe del 2019)